# Тротилов еквивалент
Тротилов еквивалент е термин, използван за сравняване или измерване на мощни източници на енергия. Използва се предимно за експлозии, земетресения или сблъсъци на космически обекти.
Енергията, излъчена при експлозията на един грам тротил, се приема за равна на 1 килокалория (kcal) или на 4,184 килоджаула (kJ). Така:
- 1 kg тротилов еквивалент = мегакалория (Mcal) = 4,184 мегаджаула (MJ) (106)
- тон (t) тротилов еквивалент = гигакалория (GCal) = 4,184 гигаджаула (GJ) (109)
- килотон (kt) тротилов еквивалент = теракалория (Tcal) = 4,184 тераджаула (TJ) (1012)
- мегатон (Mt) тротилов еквивалент = петакалория (Pcal) = 4,184 петаджаула (PJ) (1015)
- гигатон (Gt) тротилов еквивалент = ексакалория (Ecal) = 4,184 ексаджаула (EJ) (1018)
- тератон (Tt) тротилов еквивалент = сетакалория (Zcal) = 4,184 сетаджаула (ZJ) (1021)

За сравнение:
Бомбата над Хирошима – 15 kt
Най-големият взрив от човек – Цар Бомба – 58,6 Mt
Астероидът, образувал кратера Чиксулуб („Убиецът на динозаврите“) – 100 Tt (два милиона „цар бомби“)